# Seaca de Pădure
Seaca de Pădure est une commune roumaine située dans le județ de Dolj.